# Jalîn, Kostopil
Jalîn (în ucraineană Жалин) este un sat în comuna Iapolot din raionul Kostopil, regiunea Rivne, Ucraina.

## Demografie
Componența lingvistică a localității Jalîn
     Ucraineană (99,71%)
     Alte limbi (0,29%)
Conform recensământului din 2001, majoritatea populației localității Jalîn era vorbitoare de ucraineană (99,71%), existând în minoritate și vorbitori de alte limbi.